# Giải vô địch bóng đá U-16 châu Á 1996

## Các đội tham dự
- Bahrain
- Trung Quốc
- Ấn Độ
- Iran
- Hàn Quốc
- Kuwait
- Nhật Bản
- Oman
- Thái Lan (chủ nhà)
- Uzbekistan

## Vòng bảng

### Bảng A
| Đội        | Đ  | ST | T | H | B | BT | BB |
| ---------- | -- | -- | - | - | - | -- | -- |
| Oman       | 10 | 4  | 3 | 1 | 0 | 12 | 4  |
| Nhật Bản   | 10 | 4  | 3 | 1 | 0 | 13 | 6  |
| Hàn Quốc   | 4  | 4  | 1 | 1 | 2 | 7  | 8  |
| Kuwait     | 3  | 4  | 1 | 0 | 3 | 5  | 9  |
| Uzbekistan | 1  | 4  | 0 | 1 | 3 | 2  | 12 |

18 tháng 9
| Nhật Bản | 2 - 2 | Oman |

| Kuwait | 1 - 3 | Hàn Quốc |

20 tháng 9
| Nhật Bản | 3 - 2 | Hàn Quốc |

| Uzbekistan | 1 - 6 | Oman |

22 tháng 9
| Oman | 3 - 1 | Hàn Quốc |

| Uzbekistan | 0 - 2 | Kuwait |

24 tháng 9
| Nhật Bản | 5 - 2 | Kuwait |

| Uzbekistan | 1 - 1 | Hàn Quốc |

26 tháng 9
| Oman | 1 - 0 | Kuwait |

| Uzbekistan | 0 - 3 | Nhật Bản |

### Bảng B
| Đội        | Đ  | ST | T | H | B | BT | BB |
| ---------- | -- | -- | - | - | - | -- | -- |
| Thái Lan   | 10 | 4  | 3 | 1 | 0 | 15 | 3  |
| Bahrain    | 9  | 4  | 3 | 0 | 1 | 13 | 7  |
| Trung Quốc | 4  | 4  | 1 | 1 | 2 | 5  | 10 |
| Iran       | 3  | 4  | 1 | 0 | 3 | 5  | 8  |
| Ấn Độ      | 3  | 4  | 1 | 0 | 3 | 6  | 16 |

17 tháng 9
| Trung Quốc | 2 - 0 | Iran |

| Thái Lan | 7 - 0 | Ấn Độ |

19 tháng 9
| Bahrain | 3 - 2 | Ấn Độ |

| Thái Lan | 3 - 0 | Iran |

21 tháng 9
| Bahrain | 6 - 0 | Trung Quốc |

| Ấn Độ | 1 - 4 | Iran |

23 tháng 9
| Bahrain | 2 - 4 | Thái Lan |

| Ấn Độ | 3 - 2 | Trung Quốc |

25 tháng 9
| Bahrain | 2 - 1 | Iran |

| Thái Lan | 1 - 1 | Trung Quốc |

## Vòng loại trực tiếp

### Bán kết
29 tháng 9
| Bahrain | 1 - 0 | Oman |

| Thái Lan | 1 - 0 | Nhật Bản |

### Tranh hạng ba
1 tháng 10
| Bahrain | 0 - 0 4 - 1(pen) | Nhật Bản |

### Chung kết
1 tháng 10
| Oman | 1 - 0 | Thái Lan |

## Vô địch
| Giải vô địch bóng đá U-16 châu Á 1996 |
| ------------------------------------- |
| · Oman · Lần đầu tiên                 |

## Tham dựGiải vô địch bóng đá U-17 thế giới 1997
- Oman
- Thái Lan
- Bahrain